# Marco Corner (cardinal)
Pour les articles homonymes, voir Marco Cornaro (homonymie).
Marco Corner parfois italianisé en Cornaro (né à Venise, Italie, en 1482, et mort à Venise le 25 juillet 1524) est un cardinal italien du XVIe siècle.
Il est un neveu de Catherine Corner, femme du roi Jacques II Lusignan de Chypre. Il est le frère du cardinal Francesco Cornaro, seniore (1527) et l'oncle du cardinal Andrea Cornaro (1544). D'autres cardinaux de la famille Corner sont Alvise Corner (1551), Federico Corner, seniore, O.S.Io.Hieros. (1585),  Francesco Cornaro, iuniore (1596), Federico Baldissera Bartolomeo Corner (1626), Giorgio Corner (1697) et Giovanni Cornaro (1778).

## Biographie
Marco Corner est protonotaire apostolique. Corner est créé cardinal par le pape Alexandre VI lors du consistoire du 28 septembre 1500. Il est abbé commendataire de l'abbaye de S. Zenon fuori le mura à Vérone et du monastère de S. Stefano di Carrara. En 1503, il est nommé administrateur du diocèse de Vérone. Il est évêque de Famagouste en 1503-1504 et patriarche latin de Constantinople à partir de 1521. Il est légat à la province du patrimoine de St. Pierre et chancelier du diocèse de Nicosia, évêque de Nemosia à Chypre. Corner est nommé évêque de Padoue en 1517, évêque de Nardò en 1519 et archiprêtre de la basilique Saint-Pierre en 1520.
Le cardinal Corner participe aux conclaves de 1503 (élection de Pie III  et Jules II), de 1513 (élection de Léon X), de 1521-1522 (élection d'Adrien VI) et de 1523 (élection de Clément VII).
Il repose dans le transept gauche de l'Église San Salvador à Venise.

## Galerie

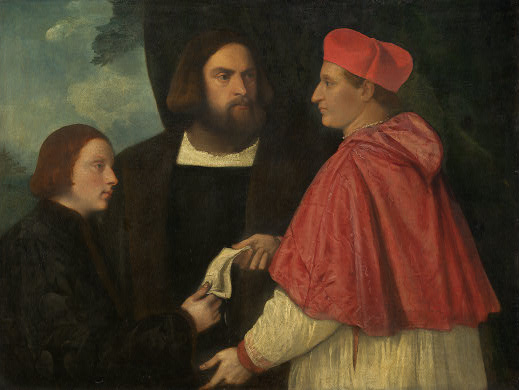
Girolamo et le cardinal Marco Corner investissant Marco, abbé de Carrare, par le Titien, v. 1520
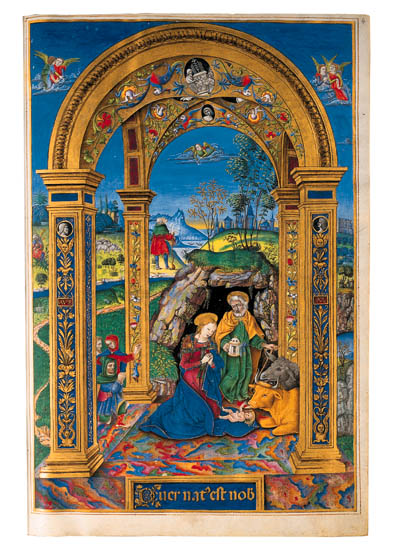
La Nativité, Missel de Marco Corner, 1503